# Cryptic Writings
Cryptic Writings sedmi je studijski album američkog thrash metal sastava Megadeth. Diskografska kuća Capitol Records objavila ga je 17. lipnja 1997. godine i bio je posljednji studijski album grupe na kojem je svirao bubnjar Nick Menza. Njegovim je odlaskom završila najdugovječnija postava skupine do danas, koja je snimila četiri studijska albuma. Megadeth je za uradak odlučio unajmiti producenta Danna Huffa i snimiti uradak u Nashvilleu, Tennesseeju jer nije bio zadovoljan radom prethodnog producenta, Maxa Normana. Na albumu se pojavljuje 12 pristupačnijih skladbi koje su izričito bile namijenjene reprodukciji na radijskim postajama. Tekstovi pjesama također su bili promijenjeni kako bi pjesme prihvatio veći broj ljudi. Glazbeni recenzenti različito su reagirali na takve promjene i istaknuli da se skupina odmiče od svojih thrash metal korijena.
Album je debitirao na 10. mjestu ljestvice Billboard 200 i 1998. godine dobio je platinastu nakladu jer je u SAD-u bio prodan u više od milijun primjeraka. Prvih 500.000 primjeraka Cryptic Writingsa u SAD-u imalo je srebrnu naslovnicu. Remiksana i remasterirana inačica s četiri bonus pjesme bila je objavljena 2004. godine. Sedam godina nakon izvorne objave uradak je u SAD-u bio prodan u 850.000 primjeraka i dobio je pohvale raznih rock radiostanica. Skladba "Trust" bila je nominirana u kategoriji "Najbolja metal izvedba" na dodjeli nagrada Grammy 1998. godine i zauzela je najviše mjesto na Billboardovoj ljestvici "Hot Mainstream Rock Tracks" u povijesti skupine.

## Pozadina i snimanje
Godine 1992. Megadeth je objavio Countdown to Extinction, album na kojemu su se nalazile pjesme kompaktnijih i pristupačnijih struktura. Zbog takvog je pristupa bio prodan u velikom broju primjeraka te su radiostanice često reproducirale njegove pjesme. Skladbe na Youthanasiji (iz 1994.) i Cryptic Writingsu slijedile su taj primjer te su četiri pjesme s potonjeg uratka ušle u top 20. Frontmen Dave Mustaine o komercijalnom uspjehu sastava rekao je: "Mislim da velik dio našeg uspjeha ima veze s time što smo voljni proučavati tržište i učiti. Mnogi glazbenici nemaju priliku doći na tržište s osmišljenom strategijom. Srećom po nas, naš menadžment podučio nas je kako proučiti ono što je suvremeno bez gubljenja integriteta; kako zadržati oštrinu i istovremeno se nastaviti baviti onime što je sada važno."
Prema riječima gitarista Martyja Friedmana bila je potrebna godina dana kako bi album "od prve note došao do miksanja". Veći dio materijala bio je skladan tijekom turneje, dok je ostatak nastao nakon nje. Friedman je izjavio da su pjesme nastale prirodno jer diskografska kuća nije požurivala skupinu da čim prije objavi uradak. Producent albuma bio je Dann Huff, koji je prvi put u toj ulozi bio upravo na tom uratku. Grupa je odlučila raditi s Huffom jer nije bila zadovoljna radom Maxa Normana, producenta prethodnog albuma. Mustaine je objasnio zašto je odlučio prekinuti suradnju s Normanom: "Maxu je na pamet pala ta idiotska ideja da svaka pjesma mora imati 120 otkucaja u minuti kako bi dospjela na radio. Kad ljudi donesu takve drastične odluke i to im se obije o glavu, na koncu ostaju bez posla."
Prije nego što je snimanje albuma započelo, basist David Ellefson komentirao je da grupa ne želi da njezin sedmi studijski album zvuči poput ičeg drugog što je već snimila. S instrumentalnog se gledišta na tom albumu okoristila melodičnijim miksom, škripajućim rifovima i brzim gitarističkim solodionicama. K tome, Mustaine je izmijenio tehniku skladanja i preoblikovao neke stihove kako bi poboljšao prodaju i prilagodio se radiostanicama. Prema njegovim su riječima mnogi stihovi pjesama bili izmijenjeni kako bi se skladbe "mogle svidjeti i onima koje ne zanima umiranje i zlo". Ellefson je komentirao da je taj album označio prirodni razvoj Megadethova zvuka. Dodao je da nisu pokušavali odbaciti svoje thrash i heavy metal korijene, već samo proširiti svoje glazbene horizonte.

## Naslovnica i objava
Simbol prikazan na naslovnici jest veve, jedan od znakova vudua. Prema Ellefsonu izvorni je koncept za naslovnicu bio vrlo drugačiji, ali je u posljednji čas bio promijenjen. Menza je izjavio: "Izvorno je naziv albuma trebao biti Needles and Pins. Naslovnica je trebala prikazivati djevojku koja u ruci drži lutku Kewpie u koju je zabodeno mnogo pribadača... I kako ubada lutku injekcijom u prsa. To nije prošlo." Naziv albuma preuzet je iz stiha u pjesmi "Use the Man". Ellefson je izjavio da osim toga ništa ne povezuje naziv uratka i skladbe na njemu. Prvih 500.000 primjeraka Cryptic Writingsa u SAD-u imalo je srebrnu naslovnicu. Te su inačice također sadržavale i kartu koja je prikazivala Vica Rattleheada i reklamirala "The Cryptic Writings Of Megadeth", strip koji je objavio Chaos Comics. Kasnije su američke inačice albuma sadržavale istu naslovnicu, ali ovaj put crne boje. Crna pozadina pojavljuje se i na remasteriranoj inačici.
U prvom je tjednu objave album bio prodan u 75.000 primjeraka i našao se na 10. mjestu ljestvice Billboard 200. Četiri mjeseca nakon objave uradak je dobio zlatnu nakladu jer je u SAD bilo dostavljeno pola milijuna primjeraka, a prema Nielsen Soundscanu prodano je bilo njih 383.000. U SAD-u je dvije godine nakon izvorne objave album bio prodan u 850.000 primjeraka i dobio je pohvale raznih rock radiostanica. Međutim, Cryptic Writings nije bio posebno uspješan na ljestvicama diljem svijeta. Uspio se jedino naći na drugom mjestu finske ljestvice albuma, na kojoj je ostao 11 tjedana. U ostalim državama nije ušao u top 10. Na koncu mu je Kanadska glazbena udruga dodijelila zlatnu nakladu zbog 50.000 prodanih primjeraka.
Remiksanu i remasteriranu inačicu, koja je sadržavala četiri bonus skladbe, Capitol Records objavio je 2004. godine u kampanji ponovnog objavljivanja starijih albuma skupine. Prema knjižici albuma na remasteriranoj inačici Cryptic Writingsa Dave Mustaine trebao je promijeniti mnoge tekstove na zahtjev novog menadžera skupine, Buda Pragera. Knjižica sugerira da Mustaine nije bio zadovoljan takvim prijedlogom, ali ostali intervjui pokazuju da je grupa aktivno tražila i na koncu prihvatila Pragerove savjete u pogledu albuma. U knjižici albuma Mustaine je dodatno napisao: "Mislio sam da će mi taj tip (Prager) pomoći u tome da dosegnem to nedokučivo prvo mjesto na ljestvicama koje sam toliko želio".

## O pjesmama
Mustaine je istaknuo da su četiri od dvanaest skladbi na albumu "brze, žestoke i škripave". Govoreći o glazbenom stilu na albumu MTV-jev je recenzent P. R. Flack komentirao da su "The Disintegrators" i "FFF" ukorijenjeni u thrash metalu i da su među najbržim skladbama na uratku. Neil Arnold iz Metal Forcesa posebno je izdvojio pjesmu "Vortex" koja, prema njegovim riječima, sadrži neke od najboljih gitarističkih dionica na albumu. Međutim, nekoliko pjesama, a pogotovo "I'll Get Even" i "Use the Man", zvukom više podsjeća na rock, što pridonosi stilskoj raznolikosti albuma. S tekstualnog gledišta uradak se ne bavi jednom određenom temom, već nekolicinom njih. "She-Wolf" govori o "opakoj zavodnici mističnih usana i požudnih očiju", dok je za "Mastermind" Mustaine izjavio da govori o "kompjutorizaciji svijeta."
"Trust" je bio glavni singl s albuma. Nastao je iz "Absolutiona", instrumentalne skladbe snimljene kao demo u vrijeme snimanja Youthanasije. "Trust" se našao na petom mjestu američke ljestvice Hot Mainstream Rock Tracks, što je do danas najviša pozicija skupine na toj ljestvici. Godine 1998. bio je nominiran za nagradu Grammy u kategoriji "Najbolja metal izvedba". "Almost Honest" bio je drugi singl s albuma te je poput svojeg prethodnika uspio ući u top 10 Billboardove ljestvice Mainstream Rock Chart. Mustaine je komentirao da pjesma govori o tome kako se ljudi odnose jedni prema drugima i da prenosi poruku da je "ljudima teško biti iskrenima". Billboardov Chuck Taylor izjavio je da u toj pjesmi postoji mnogo zaraznih dijelova i za skupinu "tipično zavijanje gitare" te je dodao da se nalazi "negdje između Def Lepparda i Bon Jovija". "Use the Man" i "A Secret Place" poimence su bili objavljeni kao treći i četvrti singl. "Use the Man" (koja započinje dijelom pjesme "Needles of Pins" The Searchersa; na remasteriranoj inačici taj je ulomak bio maknut) govori o ovisnosti o drogi, dok "A Secret Place" opisuje osobu koja gubi pojam o stvarnosti.
Tri EP-a bila su objavljena radi promidžbe Cryptic Writingsa. Dva od tri sadržavala su snimke pjesama održanih na popratnoj turneji, dok je treći bio studijski EP s instrumentalnim inačicama nekolicine skladbi na albumu. Koncertni EP-ovi zvali su se Live Trax i Live Trax II, od kojih je prvi bio objavljen 30. lipnja 1998., dok je drugi iste godine bio objavljen kao bonus CD uz Cryptic Writings. Instrumentalni je EP, pod imenom Cryptic Sounds: No Voices in Your Head, zasebno bio objavljen u Japanu i Argentini, dok je u Južnoj Koreji bio objavljen kao bonus CD uz album. Vokale na pjesmama zamijenile su dodatne melodije na gitari; tijekom prve polovice skladbe "She-Wolf" gitare su bile svirane na španjolski akustični način.
Sastav se koristio i većim brojem instrumenata u usporedbi s prijašnjim albumima. Na primjer, u pjesmi "A Secret Place" koristi se sitar, dok su druge pjesme proširene istaknutim klasičnim gitarama ("Trust", "Use the Man") i harmonikom ("Have Cool, Will Travel").

## Recenzije
Album je dobio podijeljene kritike. Stephen Thomas Erlewine, autor AllMusicove recenzije, nije bio entuzijastičan. Kritizirao je Mustaineovu sposobnost skladanja "ambicioznijeg" materijala i komentirao da grupa "zvuči bolje dok svira thrash". Ipak, Erlewineu se svidjelo to što je skupina željela eksperimentirati sa svojim zvukom. Rolling Stone napisao je pozitivniju kritiku za Cryptic Writings. Recenzent Jon Wiederhorn izjavio je da bi album "trebao zabaviti Metallicine obožavatelje koje je razočarao njezin album load (iz 1996.) koji u sebi nije imao ni mrvicu thrasha". Dean Golemis iz Chicago Tribunea kritizirao je album zbog njegove "predvidljivosti i monotonosti" te pretpostavio da je Megadethova "sudbina slijediti Metallicin odlazak u zvukove glavne struje". Autor Thomas Harrison također je istaknuo da album nije bio bombastičan kao prethodni studijski uradci.
Westnetov Simon Speichert napisao je pozitivniju recenziju i u njoj ga je opisao kao "čisti i solidni heavy metal". Dodao je da sadrži različite vrste pjesama i nazvao ga "jednim od najboljih metal albuma 1997. godine". Neil Arnold iz Metal Forcesa spomenuo je da Cryptic Writings nije "loš album", ali da "razočarava" u usporedbi s Youthanasijom, prethodnim uratkom. Arnold je naknadno dodao da album potvrđuje da Megadeth "više nije thrash skupina". Wolfgang Schäfer iz njemačkog glazbenog časopisa Rock Hard komentirao je da je Cryptic Writings nastavio u glazbenom smjeru svojih prethodnika. Opisao ga je kao "uravnoteženu mješavinu tipičnih Megadethovih rock pjesama i ponekih eksperimentalnih skladbi".

## Turneje
Megadeth je podržao album svjetskom turnejom koja je započela u ljeto 1997. godine. Na toj turneji predgrupa mu je bio Misfits te je na jednom nastupu skupina prvi put održala akustični koncert u Južnoj Americi. Iduće je ljeto grupa sudjelovala na festivalu Ozzfest održavši nastupe u SAD-u. Na tim je koncertima posljednji put svirao Nick Menza, koji je nakon toga bio otpušten. Menza je tijekom turneje počeo imati bolove u koljenu koji su se s vremenom pogoršavali. Bio mu je dijagnosticiran tumor te je tako otišao na operaciju nakon koje neko vrijeme nije mogao nastupati. Međutim, u pitanju je bio dobroćudan tumor pa je Menza bio voljan pridružiti se svojim kolegama u skupini, koji su ga na turneji zamijenili Jimmyjem DeGrassom. Iako je DeGrasso bio unajmljen kao privremena zamjena, ostao je s grupom i svirao bubnjeve na njezina dva naknadna studijska albuma. Menza je izjavio da ga je Mustaine nazvao i otpustio dva dana nakon što je operirao koljeno rekavši mu da njegove usluge "više nisu potrebne". S druge strane, Dave Mustaine vjerovao je da je Menza lagao o odlasku na operaciju.

## Popis pjesama
| 1.    | »Trust«                  | Dave Mustaine                                 | Mustaine, Marty Friedman            | 5:11 |
| 2.    | »Almost Honest«          | Mustaine                                      | Mustaine, Friedman                  | 4:02 |
| 3.    | »Use the Man«            | Mustaine                                      | Mustaine, Friedman                  | 4:35 |
| 4.    | »Mastermind«             | Mustaine                                      | Mustaine                            | 3:48 |
| 5.    | »The Disintegrators«     | Mustaine                                      | Mustaine                            | 2:50 |
| 6.    | »I'll Get Even«          | Mustaine, Friedman, Dave Ellefson, Brian Howe | Mustaine, Friedman, Ellefson, Howe  | 4:23 |
| 7.    | »Sin«                    | Mustaine, Ellefson, Nick Menza                | Mustaine, Ellefson, Menza           | 3:06 |
| 8.    | »A Secret Place«         | Mustaine                                      | Mustaine                            | 5:29 |
| 9.    | »Have Cool, Will Travel« | Mustaine                                      | Mustaine                            | 3:28 |
| 10.   | »She-Wolf«               | Mustaine                                      | Mustaine                            | 3:36 |
| 11.   | »Vortex«                 | Mustaine                                      | Mustaine                            | 3:38 |
| 12.   | »FFF«                    | Mustaine                                      | Mustaine, Friedman, Ellefson, Menza | 2:38 |
| 46:44 |                          |                                               |                                     |      |

| Bonus pjesma s japanske inačice | Bonus pjesma s japanske inačice | Bonus pjesma s japanske inačice | Bonus pjesma s japanske inačice | Bonus pjesma s japanske inačice | Bonus pjesma s japanske inačice | Bonus pjesma s japanske inačice | Bonus pjesma s japanske inačice | Bonus pjesma s japanske inačice | Bonus pjesma s japanske inačice |
| Br.                             | Skladba                         | Tekstopisac                     | Skladatelj                      | Trajanje                        |                                 |                                 |                                 |                                 |                                 |
| ------------------------------- | ------------------------------- | ------------------------------- | ------------------------------- | ------------------------------- | ------------------------------- | ------------------------------- | ------------------------------- | ------------------------------- | ------------------------------- |
| 13.                             | »One Thing«                     | Mustaine                        | Mustaine                        | 4:38                            |                                 |                                 |                                 |                                 |                                 |
| 50:22                           |                                 |                                 |                                 |                                 |                                 |                                 |                                 |                                 |                                 |

| Bonus pjesme s remasterirane i remiksane inačice | Bonus pjesme s remasterirane i remiksane inačice         | Bonus pjesme s remasterirane i remiksane inačice | Bonus pjesme s remasterirane i remiksane inačice | Bonus pjesme s remasterirane i remiksane inačice | Bonus pjesme s remasterirane i remiksane inačice | Bonus pjesme s remasterirane i remiksane inačice | Bonus pjesme s remasterirane i remiksane inačice | Bonus pjesme s remasterirane i remiksane inačice | Bonus pjesme s remasterirane i remiksane inačice |
| Br.                                              | Skladba                                                  | Tekstopisac                                      | Skladatelj                                       | Trajanje                                         |                                                  |                                                  |                                                  |                                                  |                                                  |
| ------------------------------------------------ | -------------------------------------------------------- | ------------------------------------------------ | ------------------------------------------------ | ------------------------------------------------ | ------------------------------------------------ | ------------------------------------------------ | ------------------------------------------------ | ------------------------------------------------ | ------------------------------------------------ |
| 13.                                              | »Trust« (španjolska inačica)                             | Mustaine                                         | Mustaine, Friedman                               | 5:12                                             |                                                  |                                                  |                                                  |                                                  |                                                  |
| 14.                                              | »Evil That's Within« (alternativna inačica pjesme "Sin") | Mustaine, Ellefson, Menza                        | Mustaine, Ellefson, Menza                        | 3:22                                             |                                                  |                                                  |                                                  |                                                  |                                                  |
| 15.                                              | »Vortex« (alternativna inačica)                          | Mustaine                                         | Mustaine                                         | 3:30                                             |                                                  |                                                  |                                                  |                                                  |                                                  |
| 16.                                              | »Bullprick« (alternativna inačica pjesme "FFF")          | Mustaine                                         | Mustaine, Friedman, Menza, Ellefson              | 2:47                                             |                                                  |                                                  |                                                  |                                                  |                                                  |
| 61:35                                            |                                                          |                                                  |                                                  |                                                  |                                                  |                                                  |                                                  |                                                  |                                                  |

| Live Trax | Live Trax                                 | Live Trax                   | Live Trax                   | Live Trax | Live Trax | Live Trax | Live Trax | Live Trax | Live Trax |
| Br.       | Skladba                                   | Tekstopisac                 | Skladatelj                  | Trajanje  |           |           |           |           |           |
| --------- | ----------------------------------------- | --------------------------- | --------------------------- | --------- | --------- | --------- | --------- | --------- | --------- |
| 1.        | »Reckoning Day« (uključuje "Peace Sells") | Mustaine, Ellefson Mustaine | Mustaine, Friedman Mustaine | 8:19      |           |           |           |           |           |
| 2.        | »Angry Again«                             | Mustaine                    | Mustaine                    | 3:26      |           |           |           |           |           |
| 3.        | »Use the Man«                             | Mustaine                    | Mustaine, Friedman          | 4:24      |           |           |           |           |           |
| 4.        | »Tornado of Souls«                        | Mustaine, Ellefson          | Mustaine                    | 5:52      |           |           |           |           |           |
| 5.        | »A Tout le Monde«                         | Mustaine                    | Mustaine                    | 4:53      |           |           |           |           |           |
| 6.        | »She-Wolf«                                | Mustaine                    | Mustaine                    | 3:42      |           |           |           |           |           |
| 30:56     |                                           |                             |                             |           |           |           |           |           |           |

| Live Trax II | Live Trax II                                | Live Trax II                                        | Live Trax II                 | Live Trax II | Live Trax II | Live Trax II | Live Trax II | Live Trax II | Live Trax II |
| Br.          | Skladba                                     | Tekstopisac                                         | Skladatelj                   | Trajanje     |              |              |              |              |              |
| ------------ | ------------------------------------------- | --------------------------------------------------- | ---------------------------- | ------------ | ------------ | ------------ | ------------ | ------------ | ------------ |
| 1.           | »Almost Honest«                             | Mustaine                                            | Mustaine, Friedman           | 4:15         |              |              |              |              |              |
| 2.           | »A Tout le Monde«                           | Mustaine                                            | Mustaine                     | 4:50         |              |              |              |              |              |
| 3.           | »Sweating Bullets«                          | Mustaine                                            | Mustaine                     | 5:04         |              |              |              |              |              |
| 4.           | »Symphony of Destruction«                   | Mustaine                                            | Mustaine                     | 3:45         |              |              |              |              |              |
| 5.           | »Anarchy in the U.K.« (obrada Sex Pistolsa) | Johnny Rotten, Steve Jones, Glen Matlock, Paul Cook | Rotten, Jones, Matlock, Cook | 3:54         |              |              |              |              |              |
| 6.           | »Almost Honest (Environmental Mix)«         | Mustaine                                            | Mustaine, Friedman           | 5:33         |              |              |              |              |              |
| 7.           | »Almost Honest (Supercharger Mix)«          | Mustaine                                            | Mustaine, Friedman           | 5:40         |              |              |              |              |              |
| 33:01        |                                             |                                                     |                              |              |              |              |              |              |              |

| Cryptic Sounds: No Voices in Your Head | Cryptic Sounds: No Voices in Your Head | Cryptic Sounds: No Voices in Your Head | Cryptic Sounds: No Voices in Your Head | Cryptic Sounds: No Voices in Your Head | Cryptic Sounds: No Voices in Your Head | Cryptic Sounds: No Voices in Your Head | Cryptic Sounds: No Voices in Your Head | Cryptic Sounds: No Voices in Your Head | Cryptic Sounds: No Voices in Your Head |
| Br.                                    | Skladba                                | Tekstopisac                            | Skladatelj                             | Trajanje                               |                                        |                                        |                                        |                                        |                                        |
| -------------------------------------- | -------------------------------------- | -------------------------------------- | -------------------------------------- | -------------------------------------- | -------------------------------------- | -------------------------------------- | -------------------------------------- | -------------------------------------- | -------------------------------------- |
| 1.                                     | »Almost Honest«                        | Mustaine                               | Mustaine, Friedman                     | 4:14                                   |                                        |                                        |                                        |                                        |                                        |
| 2.                                     | »Vortex«                               | Mustaine                               | Mustaine                               | 3:21                                   |                                        |                                        |                                        |                                        |                                        |
| 3.                                     | »Trust«                                | Mustaine                               | Mustaine, Friedman                     | 5:30                                   |                                        |                                        |                                        |                                        |                                        |
| 4.                                     | »A Secret Place«                       | Mustaine                               | Mustaine                               | 5:29                                   |                                        |                                        |                                        |                                        |                                        |
| 5.                                     | »She-Wolf«                             | Mustaine                               | Mustaine                               | 3:07                                   |                                        |                                        |                                        |                                        |                                        |
| 21:27                                  |                                        |                                        |                                        |                                        |                                        |                                        |                                        |                                        |                                        |

## Zasluge
| Megadeth - Dave Mustaine – sitar (na skladbi "A Secret Place"), vokali, gitara, produkcija - David Ellefson – prateći vokali, bas-gitara - Marty Friedman – prateći vokali, gitara - Nick Menza – prateći vokali, bubnjevi | Ostalo osoblje - Dann Huff – produkcija - Jeff Balding – snimanje, tonska obrada, miksanje - Mark Hogen – tonska obrada - Bob Ludwig – mastering - Hugh Syme – dizajn, umjetnički direktor - Dimo Safari – fotografija |

## Ljestvice
| Ljestvica (1997.)      | Najviša pozicija |
| ---------------------- | ---------------- |
| Australija             | 43               |
| Austrija               | 30               |
| Belgija                | 44               |
| Finska                 | 2                |
| Francuska              | 14               |
| Kanada                 | 17               |
| Njemačka               | 22               |
| Nizozemska             | 48               |
| Novi Zeland            | 34               |
| Norveška               | 32               |
| Švedska                | 15               |
| Švicarska              | 45               |
| Ujedinjeno Kraljevstvo | 38               |
| SAD (Billboard 200)    | 10               |